# Our Delaware

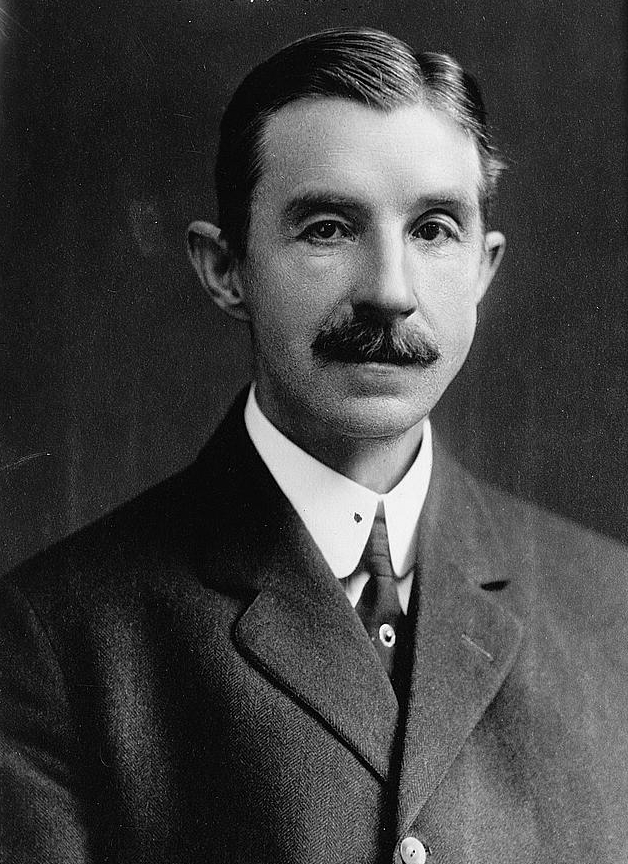
George Beswick Hynson escribió la letra de 'Our Delaware'.

Our Delaware (en español: Nuestro Delaware) es un poema escrito por George Beswick Hynson, publicado en 1904.  Se compone de tres versos, cada uno de los cuales honra a uno de los tres condados de Delaware con el cuarto verso agregado por Donn Devine en conmemoración del Bicentenario de la Revolución Americana en 1976. Se convirtió en canción estatal en 1925 mediante una ley de la Asamblea General.  La partitura musical fue compuesta por Will M. S. Brown específicamente para el poema.

## Letra
Verso 1 :

Oh the hills of dear New Castle,
And the smiling vales between,
When the corn is all in tassel,
And the meadowlands are green;
Where the cattle crop the clover,
And its breath is in the air,
While the sun is shining over
Our beloved Delaware.

Coro:

Oh, our Delaware!
Our beloved Delaware!
For the sun is shining over
Our beloved Delaware,
Oh! our Delaware!
Our beloved Delaware!
Here's the loyal son that pledges,
Faith to good old Delaware.

Verso 2:

Where the wheat fields break and billow,
In the peaceful land of Kent,
Where the toiler seeks his pillow,
With the blessings of content;
Where the bloom that tints the peaches,
Cheeks of merry maidens share,
And the woodland chorus preaches
A rejoicing Delaware.

Verso 3:

Dear old Sussex visions linger,
Of the holly and pine,
Of Henlopen's Jeweled finger,
Flashing out across the brine;
Of the gardens and hedges,
And the welcome waiting there,
For the loyal son that pledges
Faith to good old Delaware.

Verso 4:

From New Castle's rolling meadows,
Through the fair rich fields of Kent,
To the Sussex shores hear echoes,
Of the pledge we now present:
"Liberty and Independence",
We will guard with loyal care,
And hold fast to freedom's presence,
In our home state Delaware.
Verso 1:

Oh, las colinas del querido New Castle,
Y los valles sonrientes entre ellos,
Cuando el maíz esté todo en borlas,
Y los prados son verdes;
Donde el ganado pasta el trébol,
Y su aliento está en el aire,
Mientras el sol brilla sobre
Nuestro querido Delaware.

Coro:

¡Oh, nuestro Delaware!
¡Nuestro querido Delaware!
Porque el sol brilla sobre
Nuestro querido Delaware,
¡Oh! ¡Nuestro Delaware!
¡Nuestro querido Delaware!
Aquí está el hijo leal que promete,
Fe en el buen y viejo Delaware.

Verso 2:

Donde los campos de trigo se rompen y ondean,
En la pacífica tierra de Kent,
Donde el trabajador busca su almohada,
Con las bendiciones del contenido;
Donde la flor que tiñe los melocotones,
Las mejillas de las alegres doncellas comparten,
Y el coro del bosque predica
Un Delaware alegre.

Verso 3:

Queridas y viejas visiones de Sussex persisten,
Del acebo y del pino,
Del dedo enjoyado de Henlopen,
Destellando a través de la salmuera;
De los jardines y setos,
Y la bienvenida que allí esperaba,
Para el hijo leal que promete
Fe al buen y viejo Delaware.

Verso 4:

Desde las ondulantes praderas de New Castle,
a través de los hermosos y ricos campos de Kent,
En las costas de Sussex se oyen ecos,
de la promesa que ahora presentamos:
"Libertad e Independencia",
que custodiaremos con leal cuidado,
Y aferrarnos a la presencia de la libertad,
En nuestro estado natal, Delaware.